# Російський державний архів літератури і мистецтва
Російський державний архів літератури і мистецтва (рос. Российский государственный архив литературы и искусства, абр. рос. РГАЛИ, раніше — рос. ЦГАЛИ) — архівна установа Росії, де зберігаються матеріали по історії російської літератури, музики, театру, кіно, образотворчого мистецтва та архітектури (його називають ще — Архів Муз)

## Історія закладу
Архів створений в 1941 році, частково на базі зібрання Державного літературного музею, як Центральний державний літературний архів.
Сюди ж були передані профільні фонди з Державного архіву Російської Федерації, Державного історичного музею, Російського державного архіву давніх актів, Державної Третьяковської галереї та інших архівів.
В 1954 році архів перейменовано в Центральний державний архів літератури (рос. ЦГАЛИ СССР), а в 1992 архів набув сучасної назви.
Директор архіву — доктор історичних наук Тетяна Михайлівна Горяєва.

## Вміст архіву
В Російському державному архіві літератури та мистецтва зберігаються дані про культурне життя Росії, про різні етапи розвитку літератури, мистецтва і суспільної думки Росії, про творчі контакти представників російської і зарубіжної культури.
В архіві зібрані фонди органів центрального управління в галузі культури, театрів, кіностудій, спеціалізованих навчальних закладів, видавництв, громадських організацій; особисті фонди письменників, критиків, художників, композиторів, діячів театру і кіно, колекції документів.

## Структура архіву
- Адміністрація;
- центр комплектування;
- Центр зберігання та державного обліку документів;
- Науково-інформаційний центр;
- Відділ архівних комунікацій;
- Відділ маркетингових досліджень та протоколу.

## Джерело
- Офіційний сайт архіву [Архівовано 21 серпня 2019 у Wayback Machine.]